# Аграрний союз України
Рада колгоспів УРСР — виборний республіканський громадський орган колгоспів, створений 1971 за ухвалою III всесоюзного з'їзду колгоспників 1969 року.
Рада колгоспів УРСР репрезентувала обласні і районові Ради колгоспів та ради міжколгоспних об'єднань. Обиралась (обласна і районові) на 2—3 роки на з'їздах колгоспників або зборах їх представників; між засіданнями Р. к. УРСР діє її президія. Р. к. керується нормами колгоспного права з дотриманням Примірного статуту колгоспу. Р. к. має право обговорювати і подавати рекомендації з різних питань колгоспного життя, зокрема з питань оплати праці, соц. забезпечення, економіки й організації виробництва, міжколгоспних зв'язків, розподілу і планування колгоспних доходів та витрат, механізації й електрифікації колгоспної промисловості тощо. Рекомендації Р. к. не є обов'язкові ні для нижчих Р. к., ні для держави, але мають вагу гром. думки. До Р. к. УРСР обрано 115 чл., до обл. та районових Р. к. — 19 200. Чл. є всі гол. колгоспів, фахівці сіль. госпчва, керівники міжколгоспних організацій, деякі заслужені колгоспники.
З прийняттям Закону України „Про колективне сільськогосподарське підприємство” 16 грудня 1992 року Рада колгоспів була реформована у Всеукраїнську Раду колективних сільськогосподарських підприємств. У лютому 2001 року Всеукраїнська Рада КСП була реформована у Всеукраїнський союз сільськогосподарських підприємств (ВССП) із збереженням правонаступництва. З метою об’єднання в єдиній самоврядній структурі галузевих асоціацій і корпорацій сільгосптоваровиробників та переробників, розширення її повноважень і сфери впливу та відповідно до пункту 6 статті 8 та статті 10 Статуту Всеукраїнського союзу сільськогосподарських підприємств (ВССП), Рада ВССП 30 жовтня 2009 р. прийняла до складу союзу асоціації «М’ясне скотарство», «Союз птахівників України», «Соняшник України», «Укрмолпром», «Укроліяпром», «Укрцукор», Національне об’єднання по племінній справі у тваринництві «Укрплемоб’єднання», Українську корпорацію по виробництву м’яса на промисловій основі «Тваринпром», ВАТ «Національна акціонерна компанія «Украгролізинг» та ухвалила рішення про перейменування ВССП в Аграрний союз України (АСУ [Архівовано 2 травня 2016 у Wayback Machine.]).